# Aconchus
Aconchus is een geslacht van wantsen uit de familie van de Tingidae (Netwantsen). Het geslacht werd voor het eerst wetenschappelijk beschreven door Horváth in 1905.

## Soorten
Het genus bevat de volgende soort:

- Aconchus urbanus (Horváth, 1905)